# ریموند بوسیر
ریموند بوسیر (فرانسوی: Raymond Bussières‎؛ ‏ ۳ نوامبر ۱۹۰۷ – ۲۹ آوریل ۱۹۸۲) بازیگر اهل فرانسه بود. وی بین سال‌های ۱۹۳۳ تا ۱۹۸۲ میلادی فعالیت می‌کرد.
از فیلم‌ها یا برنامه‌های تلویزیونی که وی در آن نقش داشته‌است، می‌توان به نوبت توست که بمیری، وای خدا، یوناس که در سال ۲۰۰۰ بیست‌وپنج ساله خواهد بود، بال یا ران، دروازه‌های پاریس، آلیس در سرزمین عجایب، فانی، آب‌سنگ‌های مرجانی، پاریس در تب و تاب و آخرین داوری اشاره کرد.